# غرزوز
غرزوز، إحدى القرى اللبنانية في قضاء جبيل.
- المسافة من بيروت:49 كلم
- الارتفاع عن سطح البحر: 450 م
- القرى المحاذية: بخعاز، المنصف، حصرايل، جدايل، حصارات، معاد